# Židovský hřbitov v Mašťově
Židovský hřbitov v Mašťově se nachází asi 750 metrů severozápadně od města Mašťov, v remízku uprostřed polí. Založen byl v 15. století a v průběhu své existence byl patrně několikrát rozšířen do současné rozlohy 4 335 m². Čítá přibližně 170 náhrobních kamenů, které pochází z 18. století. Hřbitov byl poničen nacisty během druhé světové války, 49 náhrobních kamenů odvlekli filmaři. Dnes se nachází na novém židovském hřbitově v Teplicích. Ohradní zeď hřbitova je z části poškozená. V areálu hřbitova se nacházela márnice, z níž se dochovaly pouze zbytky obvodového zdiva. Hřbitov je volně přístupný.
Ještě v roce 2010 byl hřbitov zarostlý náletovými dřevinami a část náhrobků byla povalena. V srpnu a listopadu 2011 však proběhla revitalizace hřbitova díky dobrovolníkům z České unie židovské mládeže v součinnosti s židovskou obcí v Teplicích.